# حمى النفاس
حُمَّى النِّفاس أو حمى ما بعد الولادة أو عدوى النفاس، عدوى بكتيرية تصيب الجهاز التناسلي الأنثوي بعد الولادة أو الإسقاط. تشمل العلامات والأعراض المرافقة عادةً ارتفاع الحرارة لأكثر من 38.0 درجة مئوية (100.4 درجة فهرنهايت) مع الارتجاف والألم أسفل البطن وخروج مفرزات مهبلية كريهة الرائحة أحيانًا. تحدث هذه الحالة عادةً بعد أول 24 ساعة من الولادة ضمن الأيام العشر الأولى من النفاس.
تمثل عدوى الرحم والأنسجة المحيطة به أشيع الحالات تواردًا، وتُعرف بإنتان النفاس أو التهاب الرحم النفاسي أو التهاب بطانة الرحم التالي للولادة.
تشمل عوامل الخطر العمليات القيصرية ووجود بعض أنواع البكتيريا مثل العقديات من المجموعة ب في المهبل وتمزق الأغشية الأمينوسية الباكر والفحوص المهبلية المتكررة والإزالة اليدوية للمشيمة والمخاض المطول وغيرها. تشمل أغلب حالات العدوى أنماطًا متنوعةً من البكتيريا. يمكن أن يساعد زرع الدم أو المسحات المهبلية نادرًا في تحديد التشخيص. قد تتطلب الحالة إجراءات التصوير الطبي عند عدم التحسن. تشمل الأسباب الأخرى للحمى التالية للولادة احتقان الثدي بالحليب وعدوى الجهاز البولي وعدوى الشقوق الجراحية البطنية وبضع الفرج وانخماص الرئة.
تُوصى جميع النساء بأخذ جرعة وقائية من المضادات الحيوية مثل الأمبيسيلين في الفترة حول الجراحة بسبب المخاطر المرافقة للعملية القيصرية. يعتمد علاج العدوى المثبتة على المضادات الحيوية، وتتحسن أغلب المصابات خلال يومين إلى ثلاثة أيام. قد تُستخدم الأدوية الفموية في الحالات الخفيفة، بينما يجب اللجوء إلى الأدوية الوريدية في الحالات الأخرى.
تشمل أشيع نظم العلاج بالمضادات الحيوية إشراك الأمبيسلين مع الجنتاميسين بعد الولادة المهبلية أو الكلندامايسين والجنتاميسين بعد العمليات القيصرية. يجب البحث عن اختلاطات العدوى عند اللواتي لا يتحسن بالعلاج مثل تشكل الخراجات.
وقعت 11.8 مليون حالة عدوى أمومية تقريبًا في عام 2015. تبلغ نسبة عدوى الرحم التالية للولادة المهبلية في البلدان المتقدمة 1-2%، وترتفع إلى 5-13% بين اللواتي يعانين من عسر الولادة، وإلى 50% عند الخاضعات لعمليات قيصرية قبل استخدام المضادات الحيوية الوقائية. في ذات العام، سببت هذه العدوى 17,900 وفاة مقارنةً بما يقارب 34,000 وفاة عام 1990.
سببت هذه العدوى نحو 10% من الوفيات حول فترة الحمل. يعود تاريخ أول وصف لهذه الحالة المرضية إلى القرن الخامس قبل الميلاد على الأقل في وثائق أبقراط. كانت هذه العدوى من أشيع أسباب الوفاة حول الولادة بدءًا من القرن الثامن عشر وحتى ثلاثينيات القرن العشرين عندما بدأت المضادات الحيوية بالظهور. في عام 1847، انخفض عدد الوفيات في عيادة التوليد الأولى في فيينا من 20% إلى 2% بفضل الطبيب الهنغاري أجناتس سيملفيس الذي أدخل عملية غسل اليدين بهيبوكلوريت الكالسيوم إلى الممارسة السريرية.

## الأعراض والعلامات
تشمل الأعراض والعلامات المرافقة للمرض عادةً ارتفاع الحرارة أكثر من 38.0 درجةً مئويةً (100.4) درجة فهرنهايت والرجفانات والألم أسفل البطن ومفرزات المهبل كريهة الرائحة. تحدث هذه الأعراض عادةً بعد أول 24 ساعة وضمن الأيام العشر الأولى بعد الولادة.

## الأسباب
بعد الولادة، تُكشف مساحة كبيرة من السبيل التناسلي الأنثوي ما يزيد تعرضها للعدوى. قد تكون العدوى محدودةً بجوف الرحم وجداره، أو قد تتجاوزه لتسبب إنتان الدم (تسمم الدم) أو أمراضًا أخرى، خاصةً عند ضعف مقاومة الأم بسبب طول فترة المخاض أو النزف الشديد.
يشيع توضع الإنتان النفاسي على السطح المكشوف للوجه الداخلي للرحم بعد انفصال المشيمة (ولادة المشيمة والحبل السري)، لكن العضويات الممرضة قد تؤثر على الجروح الحادثة في أي جزء من السبيل التناسلي. تستطيع هذه العضويات غزو مجرى الدم والجهاز اللمفاوي من أي مدخل عبر السبيل التناسلي لتسبب الإنتان والتهاب الهلل (التهاب النسج الضامة) والتهاب البريتون الحوضي أو المعمم (التهاب بطانة البطن).
تعتمد شدة المرض على فوعة العامل المعدي ومقاومة النسج المعرضة للغزو والصحة العامة للمرأة. تشمل العضويات المسؤولة عادةً عن هذه العدوى كلًا من المكورات العقدية المقيحة والعنقوديات الذهبية (الموجودة على سطح الجلد وفي النفاطات والجمرات والعديد من الاندفاعات البثرية الأخرى) والعقديات اللا هوائية (الهضمونية العقدية) التي يزيد نشاطها في النسج المضعفة مثل تلك التالية للمخاض الطويل والمؤذي وبعد عمليات التوليد غير الاحترافية بالأدوات الطبية، إضافةً إلى الإشريكيات القولونية والمطثية الحاطمة والمطثية الكزازية.

### عوامل الخطر
تشمل الأسباب (المرتبة تنازليًا وفقًا لمعدل الوقوع) التهاب بطانة الرحم وعدوى السبيل البولي وذات الرئة/الانخماص الرئوي وعدوى الجروح والتهاب الوريد الخثري الإنتاني الحوضي. أُدرجت عوامل الخطر الإنتانية لكل حالة وفق ترتيب أيام النفاس التي تحدث خلالها عادةً:
- يوم النفاس 0: تشمل عوامل خطر انخماص الرئة والتخدير العام والتدخين والداء الرئوي الساد.
- يوما النفاس 1-2: تشمل عوامل خطر عدوى الجهاز البولي القسطرة البولية المتعددة خلال المخاض وتعدد الفحوص المهبلية وتجرثم البول غير المعالج.
- يوما النفاس 2-3: تشمل عوامل خطر التهاب بطانة الرحم (السبب الأشيع) إجراء القيصرية الإسعافية وتمزق الأغشية الأمينوسية المطول والمخاض الطويل وتكرار الفحوص المهبلية خلال الولادة.
- يوما النفاس 4-5: تشمل عوامل خطر عدوى الجروح إجراء القيصرية الإسعافية وتمزق الأغشية الأمينوسية المطول والمخاض طويل الأمد وتعدد الفحوص المهبلية خلال الولادة.
- يوما النفاس 5-6: تشمل عوامل خطر التهاب الوريد الخثري الحوضي إجراء القيصرية الإسعافية وتمزق الأغشية الأمينوسية المطول والمخاض الطويل ووالولادة المهبلية العسيرة.
- أيام النفاس 7-21: تشمل عوامل التهاب الثدي رض الحلمة الناجم عن الرضاعة الطبيعية.

## التشخيص
يمكن تشخيص حمى النفاس عند تحقق المعايير التالية:
- ارتفاع الحرارة أكثر من 38 درجة مئوية (100.4 درجة فهرنهايت) لأكثر من 24 ساعة أو نكس الحمى خلال الفترة الممتدة بين نهاية اليوم الأول ونهاية اليوم العاشر بعد الولادة أو الإجهاض (معايير التصنيف الدولي للأمراض 10).
- ارتفاع الحرارة الفموية إلى 38 درجة مئوية (100.4 درجة فهرنهايت) أو أكثر لمدة يومين من بين الأيام العشر الأولى للنفاس.[9]

لم يعد مصطلح حمى النفاس (من الكلمة اللاتينية puer التي تعني الذكر (الصبي)) مفضلًا للاستخدام ضمن الفئات التشخيصية، إذ يعتمد علم الاصطلاحات المعاصر على:
1. الهدف الأساسي للعامل الممرض: التهاب بطانة الرحم والتهاب الأوردة الرحمية والتهاب الصفاق البطني (التهاب الغشاء المبطن لجدار البطن).
2. شدة العدوى: العدوى الأقل خطورة (التكاثر الميكروبي المضبوط) أو الإنتان المهدد للحياة (تكاثر الميكروبات غير المضبوط وانتشارها عبر مجرى الدم).

ينتج التهاب بطانة الرحم عن عدوى متعددة المكروبات، وتشمل هذه الميكروبات عادةً الميورة والمكورات العقدية والمفطورات والعصوانيات، وقد تتضمن أيضًا الجاردينيللا والمتدثرات والعصيات اللبنية والإشريكيات والمكورات العنقودية المذهبة.

## احتمالات الإصابة
فإن احتمالات الاصابة بالالتهاب النفاسي تظهر اختلافات كبيرة بين الكتابات المنشورة—قد يكون لها تعريفات مختلفة مرتبطه بيها، ومتعلقة بيها الخ 
اليوم في الولايات المتحدة الأمريكية ،التهاب النفاس يحدث بنسبة بين 1 و8 ٪ من جميع الولادات. يموت حوالي 3 من الالتهاب النفاسي لكل 100,000 ولادة. أهم عوامل الخطر هي العملية القيصرية.
في المملكة المتحدة 1985-2005، فإن عدد الوفيات المرتبطة مباشرة بالتهاب الجهاز التناسلي لكل 100,000 الأمومة كان 0.40-0.85.
نسبة حدوث وفيات الأمهات في الولايات المتحدة هو 13 في 100,000.